# Daniele Viotti

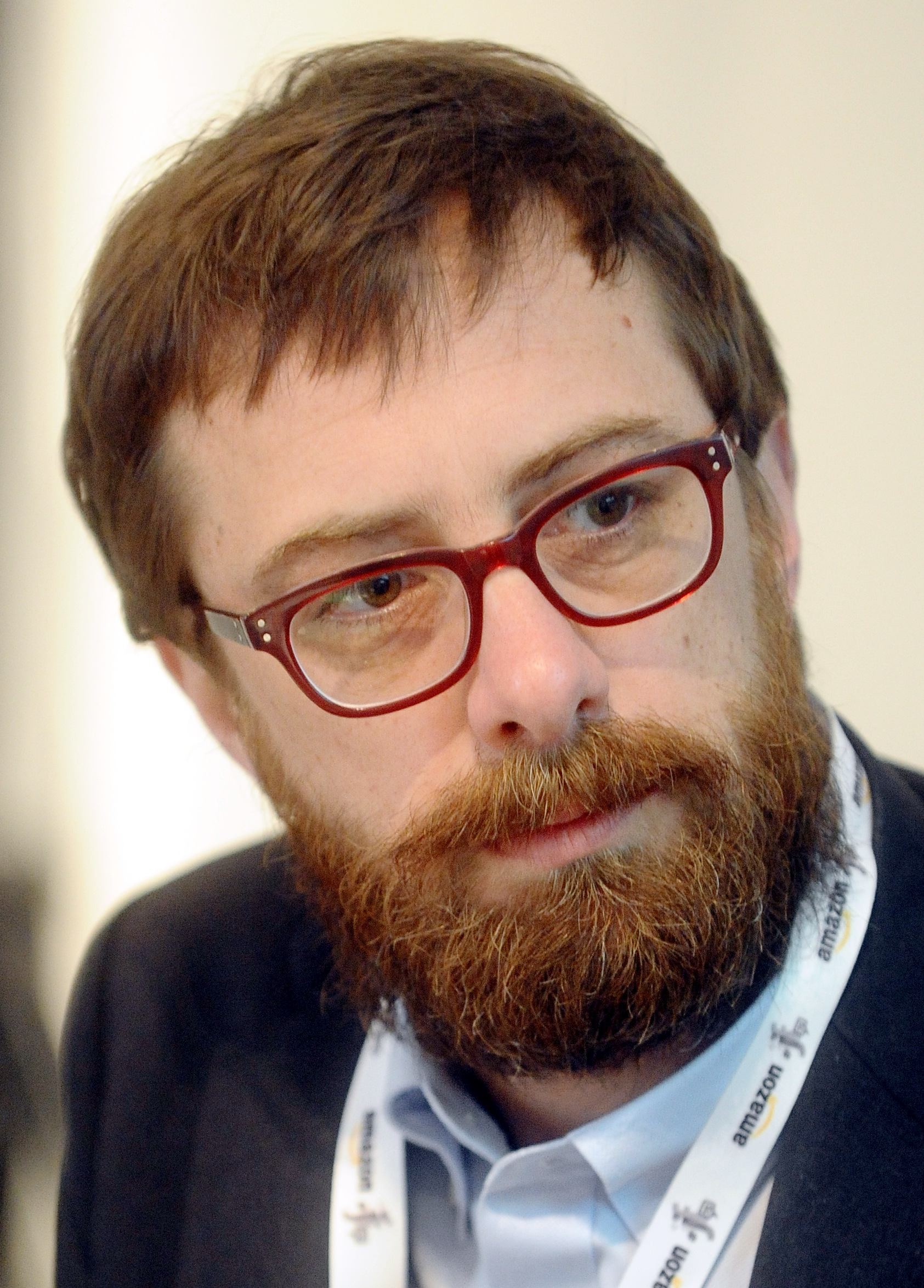
Daniele Viotti

Daniele Viotti (* 8. März 1974 in Alessandria) ist ein italienischer Politiker der Partito Democratico.

## Leben
Viotti studierte Politikwissenschaften an der Università del Piemonte Orientale. Er ist seit 2014 Abgeordneter im Europäischen Parlament. Dort ist er Mitglied im Haushaltsausschuss und in der Delegation für die Beziehungen zu Bosnien und Herzegowina und dem Kosovo.